# Antoine Creux
Pour les articles homonymes, voir Creux.
Antoine Creux est un général d’armée français, né le 27 novembre 1959 à Tonnerre, dans l’Yonne. 
Il a été Inspecteur général des armées, Major général de l'armée de l'air et a dirigé la Direction du renseignement et de la sécurité de la Défense.

## Biographie
Issu de la 30e promotion des classes préparatoires de l’École des pupilles de l'air 749 Grenoble-Montbonnot et admis à l’École de l'air le 2 septembre 1979 sur la Base aérienne 701 Salon-de-Provence, il intègre la promotion « Capitaine Carof de Kervezec » dont il devient délégué de promotion. En 1982, il obtient un diplôme d’ingénieur en aéronautique.  
Après un passage à l’école de chasse de Tours, Antoine Creux est breveté pilote de chasse le 9 février 1983 et commence sa carrière opérationnelle sur Mirage F1C au sein de l’escadron de chasse « Cambrésis » sur la base aérienne 103 de Cambrai. Il contribue activement à l’alerte de défense aérienne en réalisant notamment en 1985 la première interception d’un TU95, bombardier soviétique, au large des côtes françaises, tout en participant à plusieurs reprises à l’opération « Épervier » au Tchad. 
Il commande ensuite l’escadrille SPA172 au sein de l’escadron 2/12. En 1990, il rejoint la Base aérienne 116 Luxeuil-Saint Sauveur et l’escadron de chasse « Dauphiné » avant de servir en tant que commandant de l’escadron de chasse « Lafayette », nouvellement équipé de Mirage 2000N. Il supervise alors l’intégration de cette unité au sein des Forces aériennes stratégiques et est choisi pour commander le premier détachement de la 4e escadre de chasse de l’exercice international Red Flag aux États-Unis, validant ainsi les capacités air-sol du Mirage 2 000N. 
Après avoir occupé le poste d’adjoint au chef du bureau « Forces aériennes tactiques » au sein de l’Inspection général de l’armée de l’air, il intègre le Collège interarmées de Défense  (aujourd’hui, l'École de guerre) en 1995. Il est ensuite nommé commandant en second de l’escadron de chasse « Vendée » sur la base aérienne d’Orange. Il emmène le détachement de Mirage 2000C en Arabie Saoudite dans le cadre de l’opération « Alysse » de juin à août 1996, faisant face alors à l’attentat meurtrier de Kobar Tower perpétré par Al-Qaïda. À l’issue, le commandement de l’escadron lui revient. Il est alors choisi pour prendre la tête du détachement déployé sur la base aérienne de Minsk Mazowiecki en Pologne, de mai à juillet 1998, avec l’objectif d’initier les personnels du 1er régiment de chasse « Warszawa » équipé d’avions Mig 29 aux procédures et méthodes de travail en vigueur dans l’OTAN. À cette occasion, dans le cadre d’un exercice, il devient le premier pilote français à poser un Mirage 2000 sur une route. Enfin, toujours en poste à Orange, il est nommé adjoint « forces » et commandant en second de la base aérienne 115 où il met en œuvre la réforme des bases aériennes et la projection puis le soutien des unités pour les opérations au Kosovo. 
Comme pilote de chasse de l’armée française, Antoine Creux totalise 3 400 heures de vol et 154 missions de guerre. 
Muté à l’été 2000 comme chef d’état-major du Commandement de la défense aérienne et des opérations aériennes (CDAOA) à Taverny, il participe à la restructuration en profondeur du dispositif de sûreté aérienne français après les attentats du 11 septembre 2001 et contribue à la réorganisation des fonctions opérationnelles de l’armée de l’air. 
En 2003, il est sélectionné pour suivre la session du « Higher Command and Staff Course » en Grande Bretagne où il est accueilli, dans le cadre de cet échange avec les armées françaises, parmi les hauts responsables des armées britanniques. La même année, il intègre le Centre des hautes études militaires (CHEM) et l’Institut des hautes études de Défense nationale (IHEDN) en qualité d’auditeur. 
En 2004, il se voit confier les fonctions de sous-directeur « construction européenne et alliance atlantique » au sein de la Délégation aux affaires stratégiques. Au sein du Ministère de la Défense, il s’occupe de tous les sujets liés à l’Europe de la défense. 
Nommé général de brigade aérienne le 1er septembre 2007, il est nommé chef de la division « Organisations internationales » de l’état-major des armées, chargé des dossiers politico-militaires relatifs à l’OTAN, de l’Europe de la Défense, l’ONU et des relations bilatérales de défense avec les pays de la zone euro-atlantique. Il conduit les négociations liées au retour de la France dans la structure militaire de l’OTAN.
Promu général de division aérienne le 1er mars 2010, il est nommé le 12 avril 2010 directeur de la protection et de la sécurité de la défense, la DSPD, devenue la Direction du renseignement et de la sécurité de la Défense. À la tête de la DSPD, il gère les habilitations au secret défense et devient l’interlocuteur des entreprises du secteur militaro-industriel dans le domaine de la sécurité. Il réoriente les missions de la DRSD au profit de la protection des forces françaises déployées en opérations extérieures, en particulier en matière de contre-ingérence en Afghanistan. Il développe une stratégie de défense et de protection des forces françaises en matière de cyber-sécurité et renforce la protection du secteur économique et technologique des industries de défense. Au titre de directeur de la DSPD, il siège au Conseil national du renseignement. 
Antoine Creux est nommé Général de corps aérien le 1er novembre 2010. 
Il est nommé major général de l’armée de l’air en novembre 2012. Il met en place, avec Denis Mercier, le chef d’état-major de l’armée de l’air, le plan « Unis pour faire face » qui fixe le cap et les objectifs de l’armée de l’air pour les prochaines décennies. Il réorganise l’état-major de l’armée de l’air dans le cadre du regroupement sur le site de Balard. Il a également la responsabilité de la gestion du budget opérationnel du programme air au moment des opérations extérieures menées dans le cadre de « Serval »  au Mali, début 2013, et de l’opération « Chammal » en Irak en 2014. 
Il est nommé Inspecteur général des armées le 1er septembre 2015 et élevé au rang et appellation de général d’armée aérienne. Il réalise dès lors des études, des inspections et des enquêtes au profit du ministre de la Défense portant sur l’ensemble du périmètre du ministère. Il prend notamment position sur la transformation de l’organisation territoriale ou sur la transition digitale des armées françaises. 

### Carrière civile
Le 1er octobre 2017, il devient directeur de la sûreté et membre du comité directeur de la Société générale. Il explique au journal Le Monde que « C’est une démarche personnelle : je me suis demandé que faire de ma vie ? ; J’avais le choix entre un mi-temps de conseiller, qui revenait à capitaliser sur le passé, et un investissement dans une nouvelle mission, regarder vers l’avenir ».

### Vie privée
Antoine Creux est marié et père de quatre enfants.

## Autres fonctions
- Membre du conseil d’administration et inspecteur de l’École polytechnique[23]. (2015-2017)
- Membre du conseil d’administration du CDSE
- Président de l’association des anciens élèves de l’Ecole de l’air (AEA) depuis janvier 2020

## Décorations
|  |  |  |  |
|  |  |  |  |
|  |  |  |  |

### Intitulés
- Commandeur de la Légion d'honneur (décret du 25 juin 2015)[24]
- Commandeur de l'ordre national du Mérite (décret du 4 novembre 2011)[25]
- Croix de la Valeur militaire[5].
- Médaille de l'Aéronautique [5].
- Croix du combattant.
- Croix de guerre des Théâtres d'opérations extérieurs[5].
- Médaille de la Défense nationale, échelon argent.
- Grand Croix du mérite aéronautique (Espagne)[5].
- Croix d’honneur en or de la Bundeswehr (Allemagne)[5].
- Médaille du cinquantenaire de forces armées de la République du Congo.